# Franz Hirschler
Franz Hirschler (* 7. März 1881 in Mannheim; † 16. Juni 1956 in Buenos Aires) war ein deutscher Jurist und Kommunalpolitiker.

## Leben
Hirschler wurde als Sohn des Kaufmanns Aron Hirschler (1840–1915) und seiner Frau Cäcilie, geb. Lakisch (1841–1887), in Mannheim geboren, wo er auch das Großherzogliche Gymnasium besuchte. Nach der mittleren Reife 1897 machte er zunächst eine Banklehre im Mannheimer Bankhaus Hohenemser, die er jedoch bald abbrach und an das Gymnasium zurückkehrte. Direkt nach dem Abitur studierte Hirschler Jura in Heidelberg, Lausanne, München und Erlangen, wo er 1905 promoviert wurde. Von 1905 bis 1907 absolvierte er das Referendariat in Mannheim. 1907 trat er in die Anwaltskanzlei des Reichstagsabgeordneten Ludwig Frank ein. 1911 heiratete Hirschler Berta Freund, ein Jahr später wurden Zwillingssöhne geboren. Nach Ludwig Franks frühem Tod als Soldat im Ersten Weltkrieg übernahm Hirschler die Kanzlei. Nach Kriegsende wurde Hirschler in den Mannheimer Arbeiter- und Soldatenrat gewählt, 1919 dann für die SPD in den Mannheimer Bürgerausschuss. 1927 übernahm er den Vorsitz der SPD-Fraktion. In seiner kommunalpolitischen Arbeit setzte er sich besonders für das Mannheimer Nationaltheater ein. In Hirschlers Haus in der Charlottenstraße 17 in Mannheim waren viele Mitglieder des Nationaltheaters und Künstler, aber auch prominente Politiker zu Gast, wie zum Beispiel der preußische Innenminister Carl Severing oder der italienische Sozialistenführer Pietro Nenni. Hirschler schlug seiner Fraktion 1928 auch den Kieler Bürgermeister Hermann Heimerich als Oberbürgermeister vor, der am 30. Januar 1928 gewählt wurde.
Hirschler warb in Wahlkampfreden öffentlich für die SPD und vertrat als Rechtsanwalt auch Sozialdemokraten und Gewerkschaftsmitglieder in Prozessen gegen NSDAP-Mitglieder, wodurch er sich den besonderen Hass der Nationalsozialisten zuzog. Schon am 10. März 1933 floh er über Saarbrücken nach Paris, wo er als Rechtsberater und in Flüchtlingsorganisationen tätig war. Er war Mitbegründer und Vorsitzender der „Vereinigung der deutschen nach Frankreich emigrierten Juristen“. Nach dem deutschen Einmarsch in Frankreich wurde Hirschler zunächst in einem Lager in Bordeaux interniert. Nach einem Monat entlassen, gelang es ihm, nach Argentinien zu fliehen, wo seine beiden Söhne schon seit 1937 lebten. Hirschler starb 1956, ein Jahr nach seiner Ehefrau. Beide sind auf einem englischen Friedhof in Buenos Aires begraben.

## Schriften
- Der Tatbestand des Gläubiger-Verzuges nach gemeinem Recht und dem Bürgerlichen Gesetzbuch, Mannheim: Haas 1906 (Diss. Erlangen 1906).